# Conostomium longitubum
Conostomium longitubum là một loài thực vật có hoa trong họ Thiến thảo. Loài này được (Beck) Cufod. mô tả khoa học đầu tiên năm 1948.